# Пелікан рогодзьобий
Пелікан рогодзьобий (Pelecanus erythrorynchos) — вид птахів з родини пеліканових (Pelecanidae), дуже великий птах з білим оперенням і яскравим оранжевим дзьобом.

## Історія

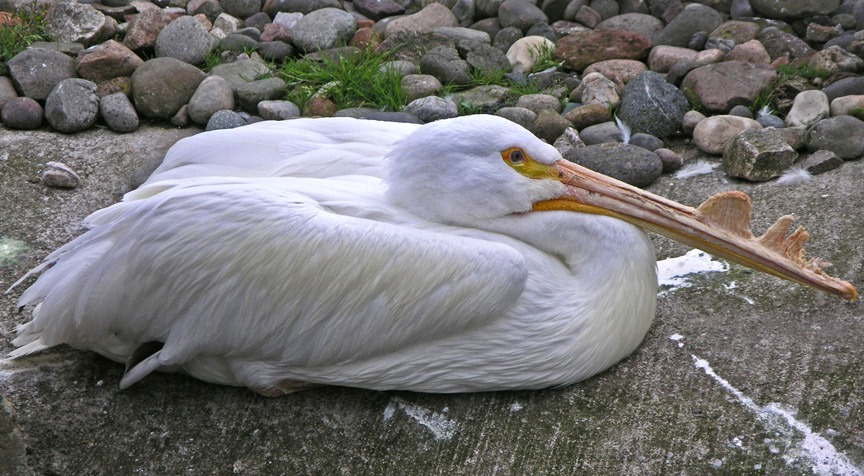
Американський білий пелікан під час шлюбного періоду

Рогодзьобий пелікан є одним з двох видів пеліканів (разом з бурим пеліканом, Pelecanus occidentalis), які зустрічаються на території Північної Америки.
Вперше цей вид птахів був описаний німецьким натуралістом Ґмеліном у 1788 році. Він дав йому видове ім'я «erythrorynchos», що на грецькій мові означає «червонодзьобий».

## Загальна характеристика
Рогодзьобий пелікан — це досить великий птах, але не для родини пеліканоподібних — середнього розміру: довжина тіла 127–165 см, вага 5-9 кг, розмах крил — 2,4 — 2,9 метри. Забарвлення майже цілком яскраво-біле, з чорними маховими першорядними та зовнішніми другорядними перами, які добре помітні лише в польоті. Великий дзьоб з міхуром на нижній щелепі забарвлений в темно-рожевий колір, ноги оранжеві. На початку шлюбного сезону дзьоб та ноги набувають яскравого жовтогарячого відтінку (згодом тьмяніють), на потилиці з'являється невеликий білий плюмаж, а на верхній щелепі увторююється плаский вертикальний гребінь жовтогарячого кольору і зазвичай приблизно трикутної форми. Цей гребінь притаманний тільки цьому пелікану, і є характеристичною ознакою виду (див. фотографію ліворуч).
Пелікани цього виду набувають статевої зрілості у віці 3 років, і в природних умовах можуть досягати віку 25 років.

## Розповсюдження

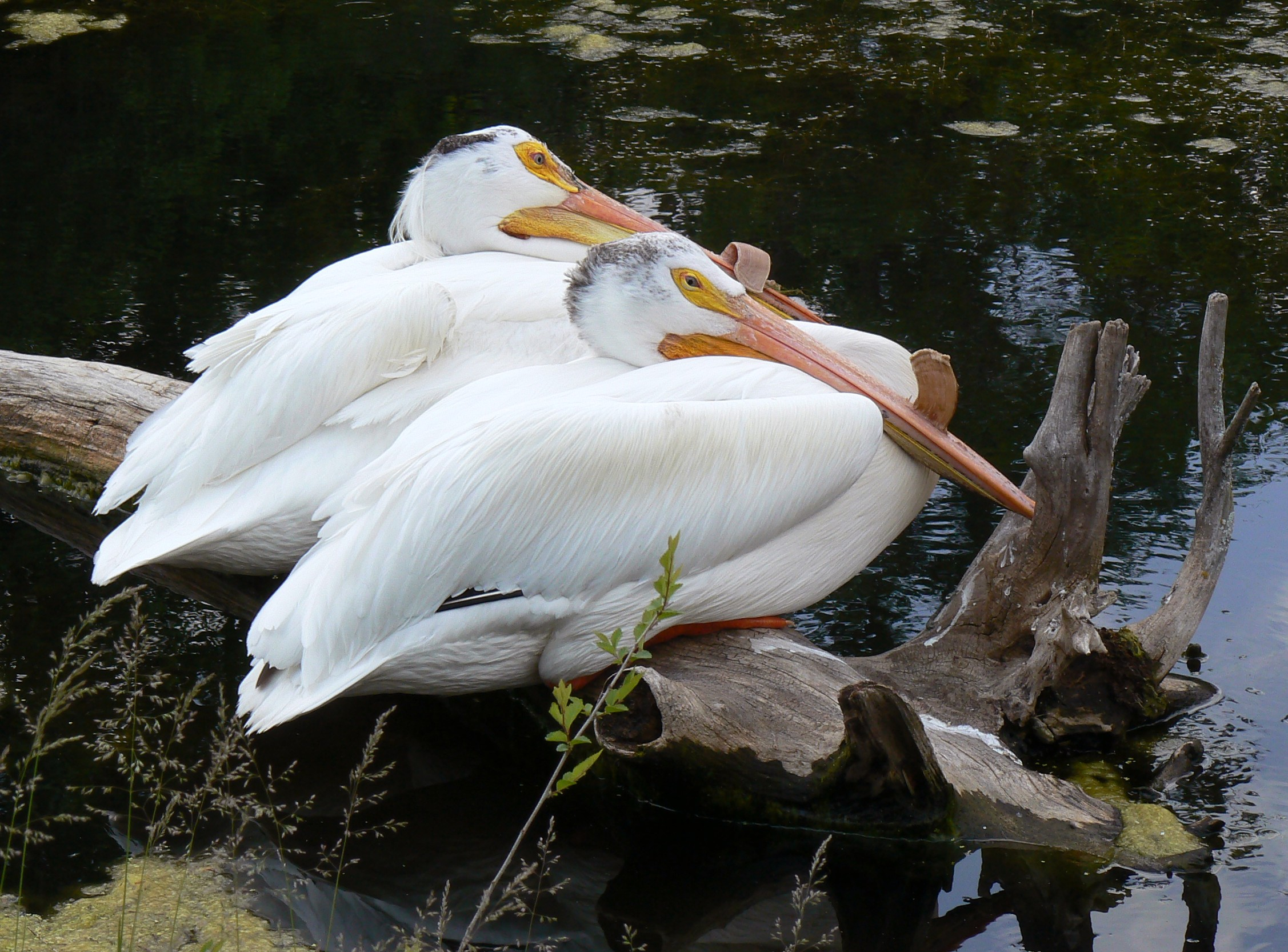
Американські білі пелікани на відпочинку

Рогодзьобий пелікан може мешкати в широкому діапазоні водних біотопів, включаючи річки, озера, штучні водосховища будь-якого розміру, естуарії, болота та морські узбережжя. Всі ці біотопи використовуються для гніздування, харчування та відпочинку. Звичайно на відпочинок пелікани розташовуються на невеликих острівцях посеред водойм, довгих півостровах та на крутих скелях, що захищає їх від хижих ссавців (див. фотографію ліворуч). Гніздові колонії звичайно розташовані на островах посеред прісних або солонуватоводних водойм або, рідше, на півостровах.
Північна межа гніздування проходить приблизно по 61° північної широти. Цей пелікан досить звичайний в США та Канаді, але на атлантичному узбережжі континенту на північ від півострова Флорида в останні 100 років став рідкісним.
Гніздові колонії та місця харчування можуть займати одне і те саме місце протягом 50-70 років. Найбільша популяція американського білого пелікана протягом останніх 30 років знаходиться на Аптекарському озері в штаті Монтана (США).

## Міграції

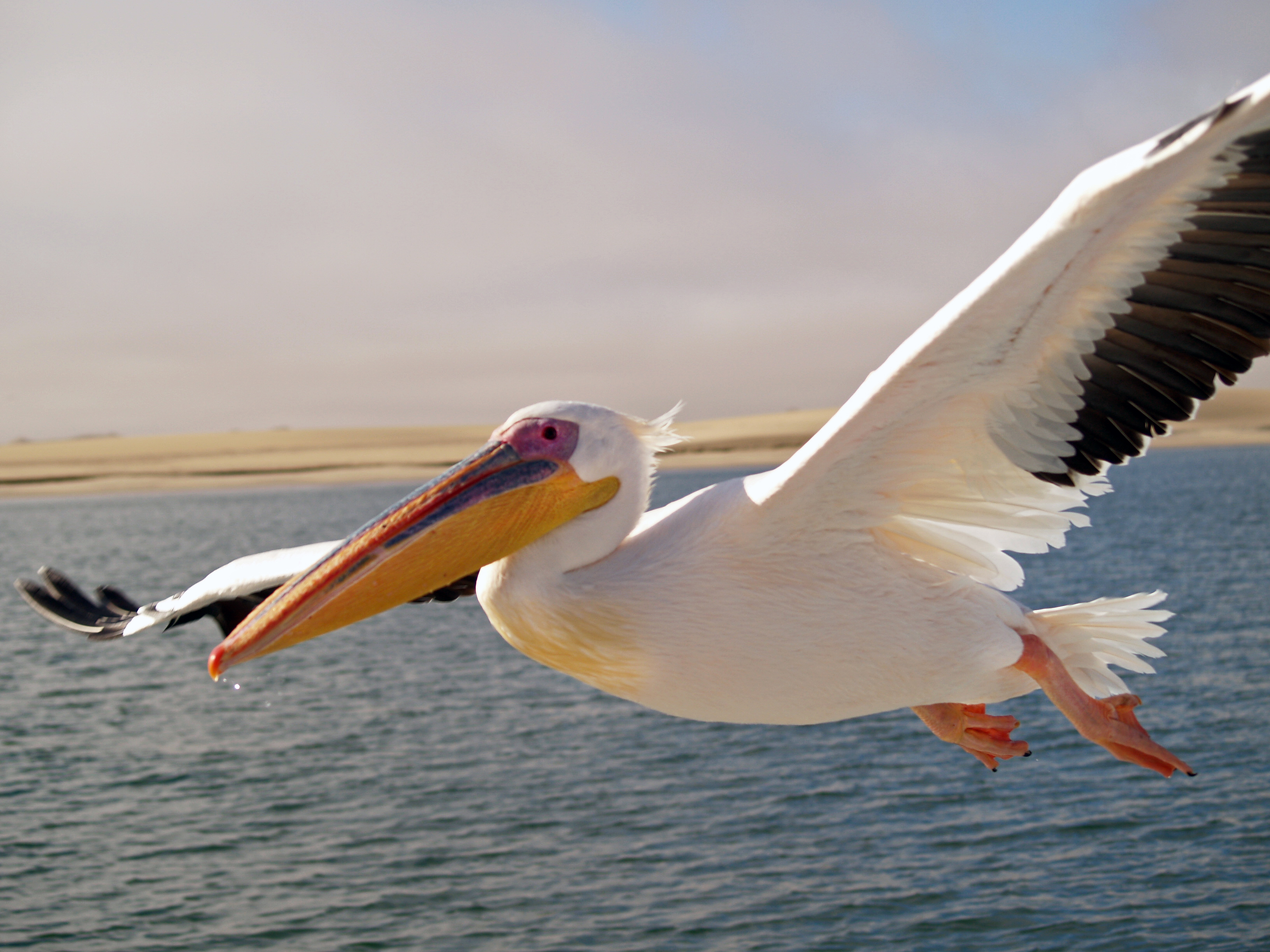
Американський білий пелікан в польоті

Рогодзьобий пелікан під час сезонних міграцій здатен покривати доволі велику відстань: основні території зимівель знаходяться у Флориді, на узбережжі Мексиканської затоки від півночі штату Флорида до півострова Юкатан в Мексиці, і на тихоокеанському узбережжі континенту від північної Каліфорнії до півдня Гондурасу (див. карту). Також, згідно з деяких повідомлень, невеликі зимуючі колонії можуть рік від року зустрічатись у внутрішніх районах США. Цікаво, що різні птахи з однієї і тієї ж колонії можуть літати на зимовку як на захід зимового ареалу (мексиканське узбережжя Карибського моря) так і на схід (Флорида).
В польоті зграї пеліканів шикуються в одну чи кілька косих ліній, при цьому кожен наступний птах наслідує політ попереднього, тому вся зграя зазвичай синхронно вимахує крилами або переходить до плануючого польоту.
Зазвичай птахи повертаються для розмноження в ту саму колонію, де вони народились, але з цього правила можуть бути винятки.

## Живлення

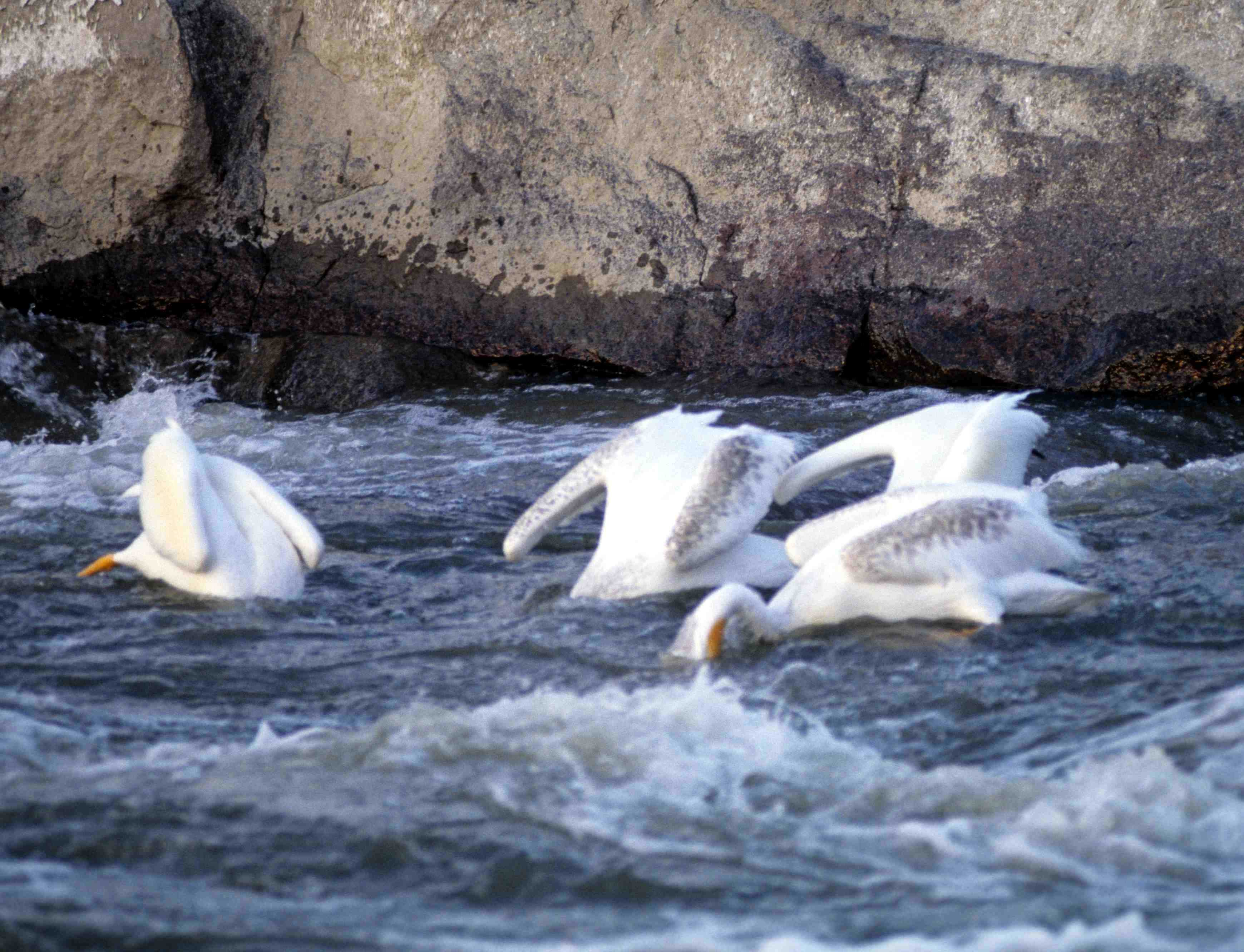
Колективне полювання Американських білих пеліканів. Національний парк Йеллоустоун, Вайомінг, США.

Водойми, що пелікани використовують для живлення, можуть бути розташовані на відстані 100 і більше (до 300) кілометрів від місця постійного проживання.
Цей вид пеліканів використовує для живлення як рибу (коропоподібні, щука, різні окуні, мересниці, на солоних та солонуватих водоймах — бички, кефаль), так і амфібій (жаби, тритони) та їхніх личинок (пуголовків та великих личинок тигрової саламандри Ambystoma tigrinum). Під час гніздування в колоніях у внутрішніх районах США та Канади в харчуванні пеліканів різко збільшується доля американського канального сомика (Ictalurus nebulosus). Також, особливо на морських акваторіях, пелікани споживають і ракоподібних (креветки, краби). Пелікани можуть полювати як поодинці, так і колективно, оточуючи рибу та виганяючи її на мілину. При організації колективного харчування із залученням інших видуів птахів (найчастіше — вухатого баклана, Phalacrocorax auritus) звичайними є крадіжки здобичі в птахів іншого виду (клептопаразитизм).
Дорослий пелікан рогодзьобий звичайно споживає за день кількість їжі, що становить 20-40% від ваги його тіла (приблизно 1,8 кг).

## Гніздування

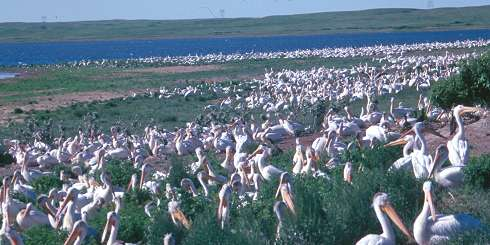
Колонія американських білих пеліканів

Цей вид пеліканів гніздиться зазвичай на островах посеред водойм або на добре ізольованих півостровах. Гніздо діаметром 30-50 сантиметрів побудоване на землі, в невеликих заглибленнях або на невисоких насипах (якщо місце вологе) з уламків гілок, рослинного сміття та ґрунту, на рівному місці або на незначному схилі. При цьому можеть використовуватись як природні, так і штучні острівці, наприклад, виниклі при роботі землечерпалок та інших подібних машин. Звичайно гнізда розташовані на відкритомі місці, але майже завжди поблизу заростей очерету чи чагарнику, куп плавника, або під скелями.
Загалом, цей вид пеліканів вельми соціалізований, і звичайно протягом всього року зустрічається у складі зграй. Але при гніздуванні зграї додатково об'єднуються, і утворюють гніздові колонії розміром, в середньому, більше ніж 1000 пар (найбільші до 5-5,5 тисяч).
Гніздові колонії рогодзьобого пелікана звичайно змішані з гніздами інших коловодних птахів: двочубого баклана Phalacrocorax auritus, квакви Nycticorax nycticorax, різних видів чапель та чайок.

## Розмноження

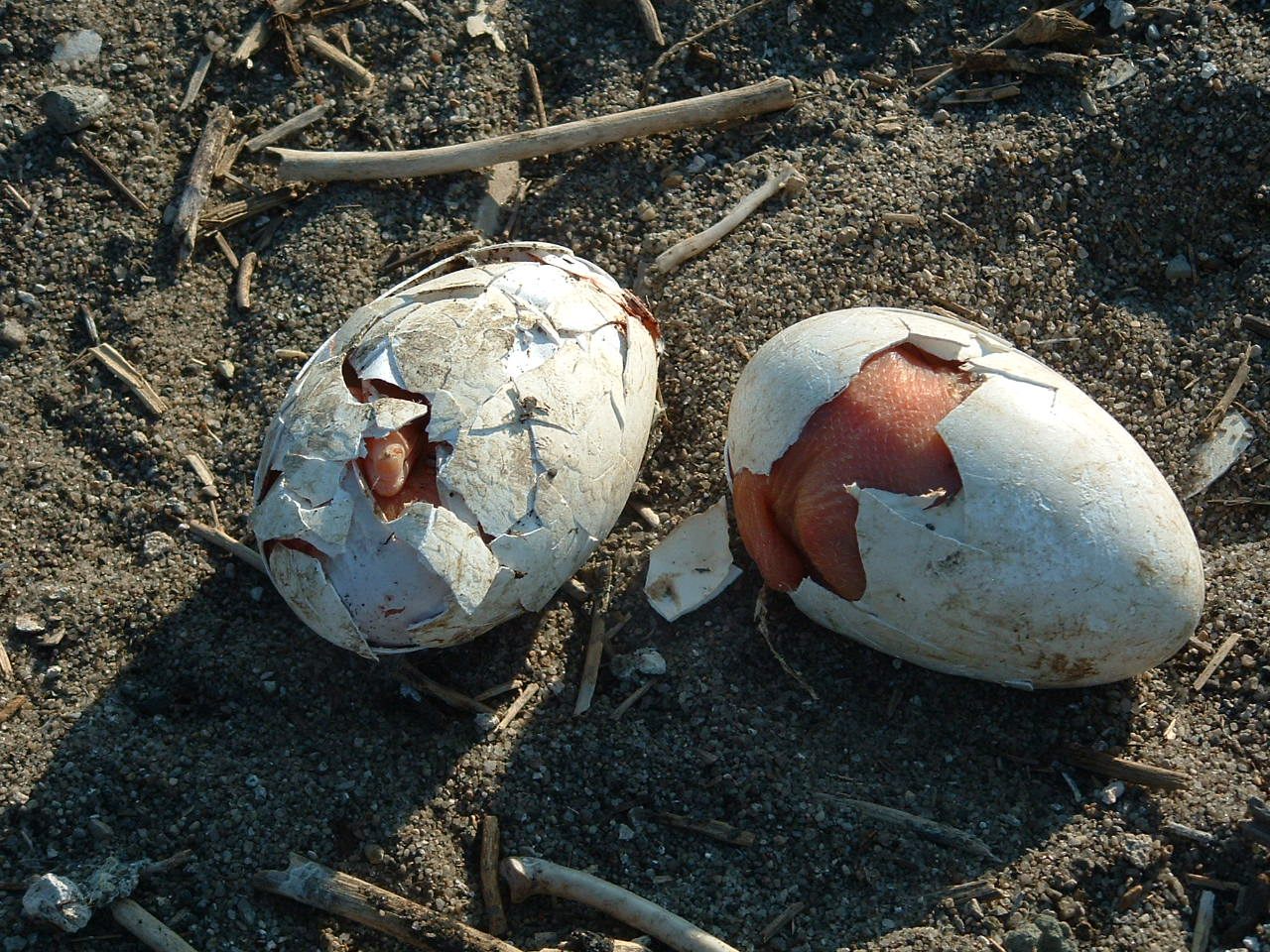
Яйце рогодзьобого пелікана

Звичайно на місця розташування гніздових колоній американські білі пелікани прибувають в кінці березня — квітні, відкладання яєць та насиджування відбуваються з кінця квітня до кінця травня, пташенята вилуплюються на початку червня. Але на деяких територіях (на межах ареалу) спостерігаються відхилення від загального розкладу: в Техасі пелікани відкладають яйця в травні — липні, а в Канаді гніздування розпочинається в травні або навіть в червні, при цьому виведення пташенят в перших гніздах може випереджати відкладення яєць в останніх.

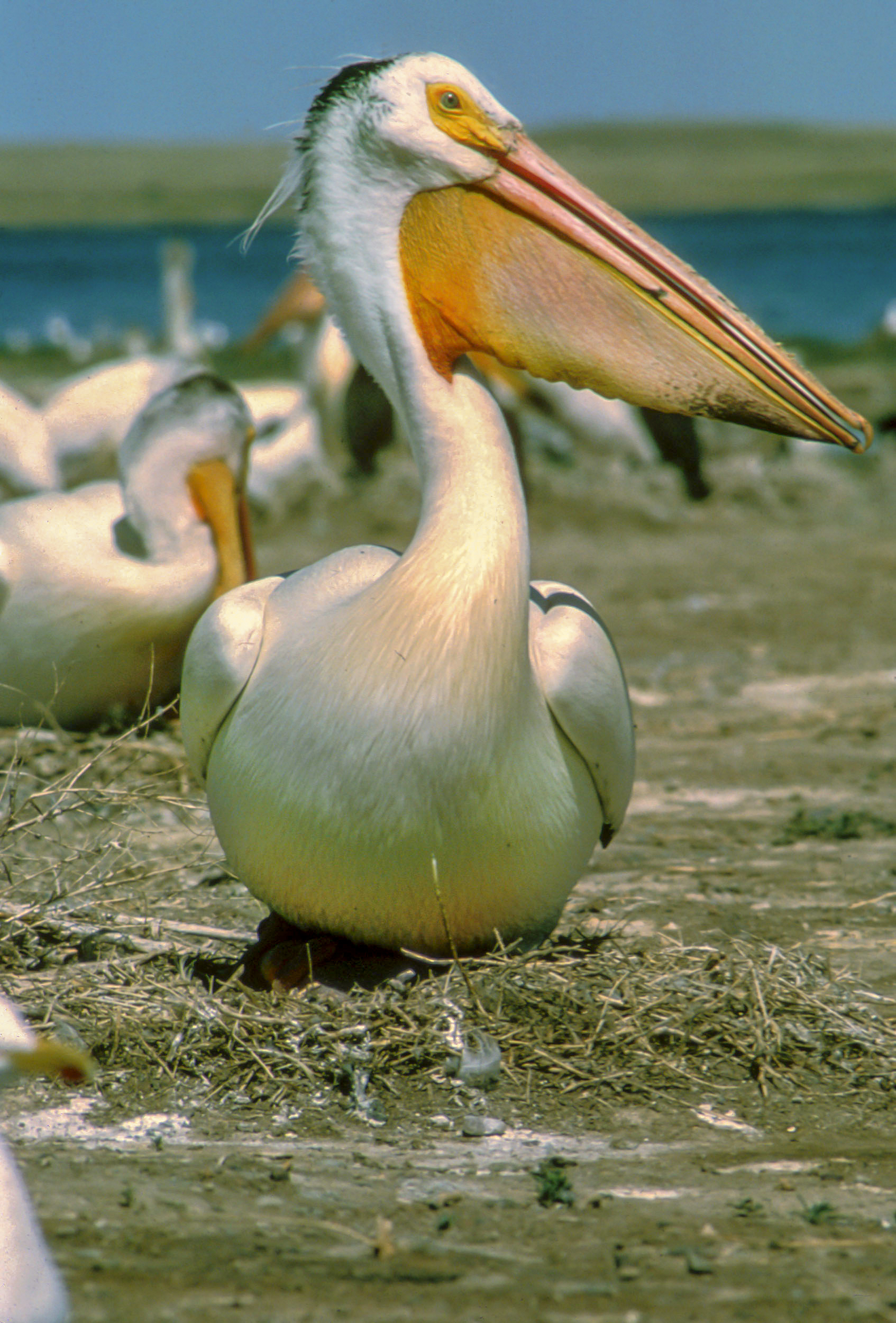
Американськи білий пелікан посеред колонії

Розмір кладки становить 1-3 яйця (найчастіше — 2) розміром приблизно 8,9 на 5,9 сантиметри, крейдяно-білого кольору, з не дуже гладкою поверхнею. Незважаючи на таку кількість яєць випадки, коли одна пара пеліканів вирощує більше одного пташеня, є дуже рідкісними. Насиджування продовжується 31-32 доби, в насиджуванні та піклуванні про пташенят беруть участь обидва батьки. З початком годівлі пташенят дорослі пелікани втрачають гребінь на дзьобі, задня поверхня голови набуває темного забарвлення, а їхні очі світлішають.
Пташенята покидають гніздо у віці 17—28 днів, ще нездатними до польоту, і формують великі групи всередині колонії. У більшості колоній молоді птахи відлітають наприкінці серпня, у віці 10—11 тижнів та приблизно через 1 тиждень після їхнього першого польоту.
Молоді птахи, на відміну від дорослих, мають оперення з помітними сіро-коричневими тонами, а повністю білими стають тільки з часу статевої зрілості.
В середньому доля успішного виведення на американських колоніях становить ~0.5-0.7 пташеня на гніздо. Загибель яєць та пташенят є доволі високою, і пелікани звичайно не відкладають повторної кладки у випадку загибелі першої.
Несприятливі погодні умови, особливо сильні грози з градом, можуть іноді призвести до помітної загибелі дорослих і, особливо, молодих пеліканів.
Основні хижаки, що погрожують гніздовим колоніям пелікана, це ворони, кілька видів великих чайок (розкльовують яйця за відсутності пеліканів на гнізді), койоти, лиси, в Канаді — вовки. Також на пташенят полюють сови та орли.

## Небезпеки та лімітуючі фактори
Найбільшими загрозами для цього виду є зарегулювання водойм та забруднення навколишнього середовища ядохімікатами (особливо пестицидами), а також турбування людьми на гніздов'ях. Також в деяких місцях, переважно в латиноамериканських країнах, на американського білого пелікана часом полюють.
Загалом, цей вид не знаходиться під загрозою зникнення, але на деяких територіях вже став рідкісним.

## Інші фотографії рогодзьобого пелікана

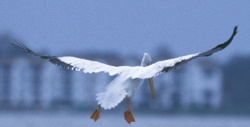
Рогодзьобий пелікан у польоті виглядає здобич
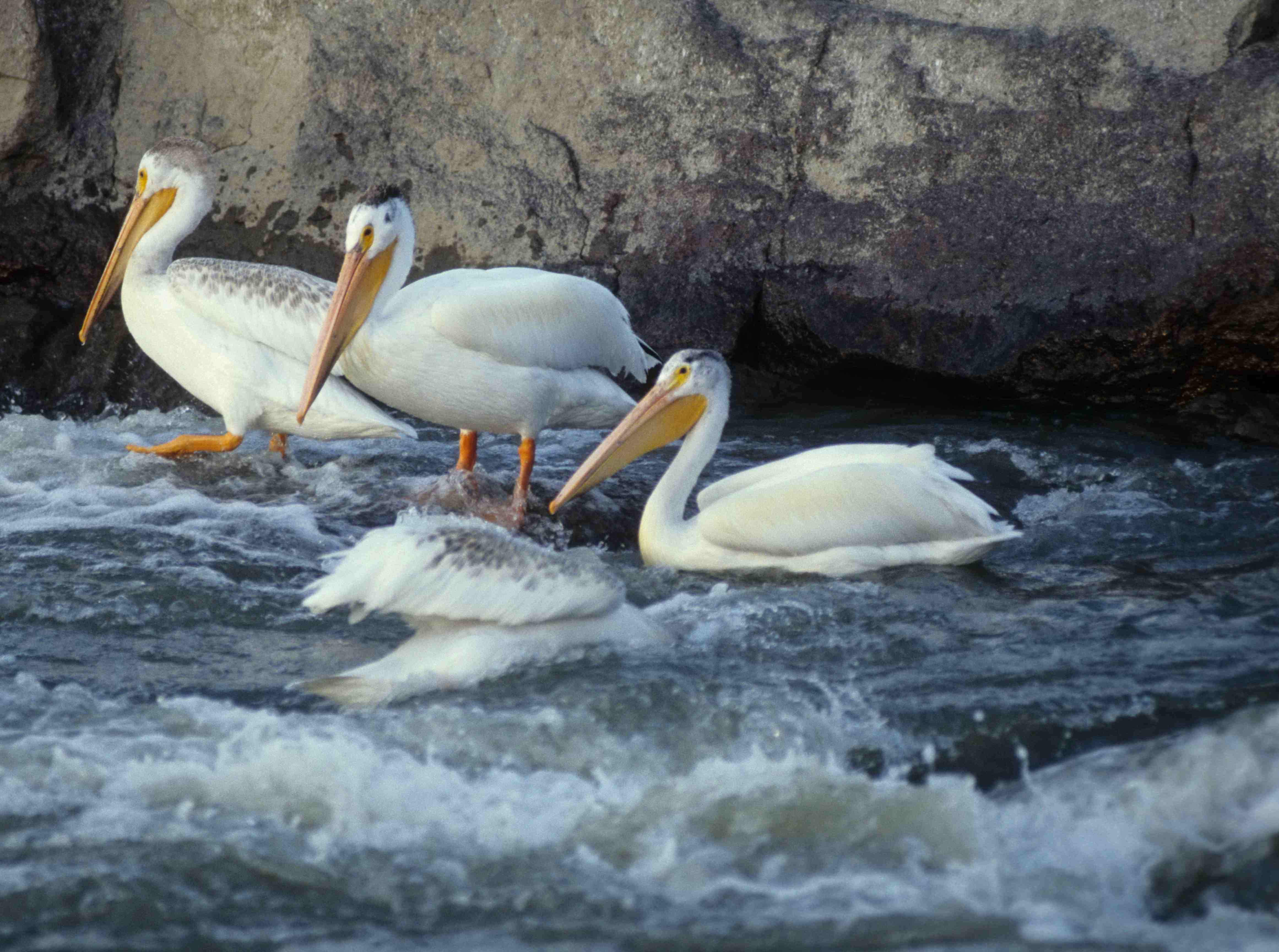
Пелікани біля скелі на Slave River, поблизу Fort Smith, Канада, 1998
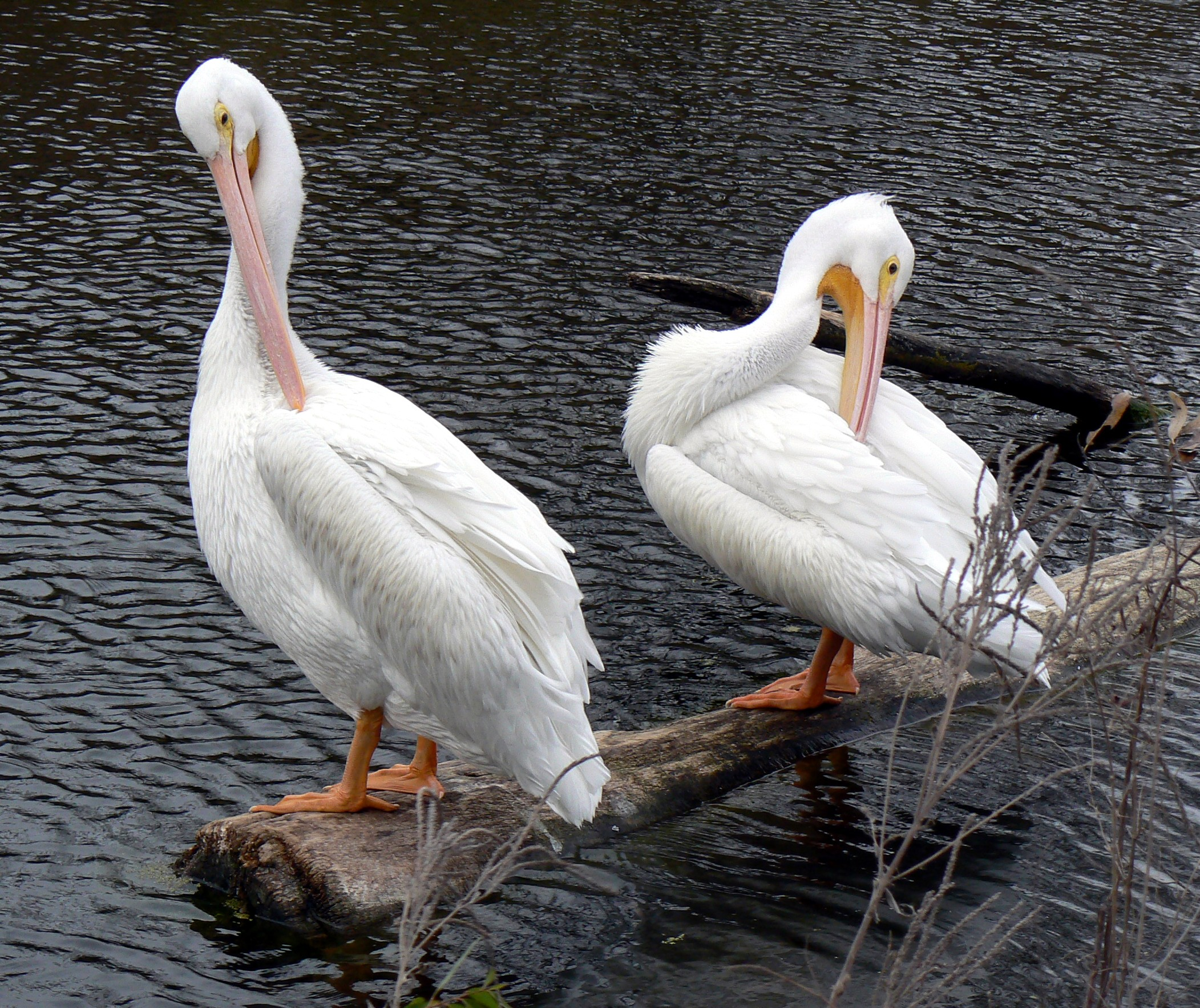
пара молодих пеліканів, 2007
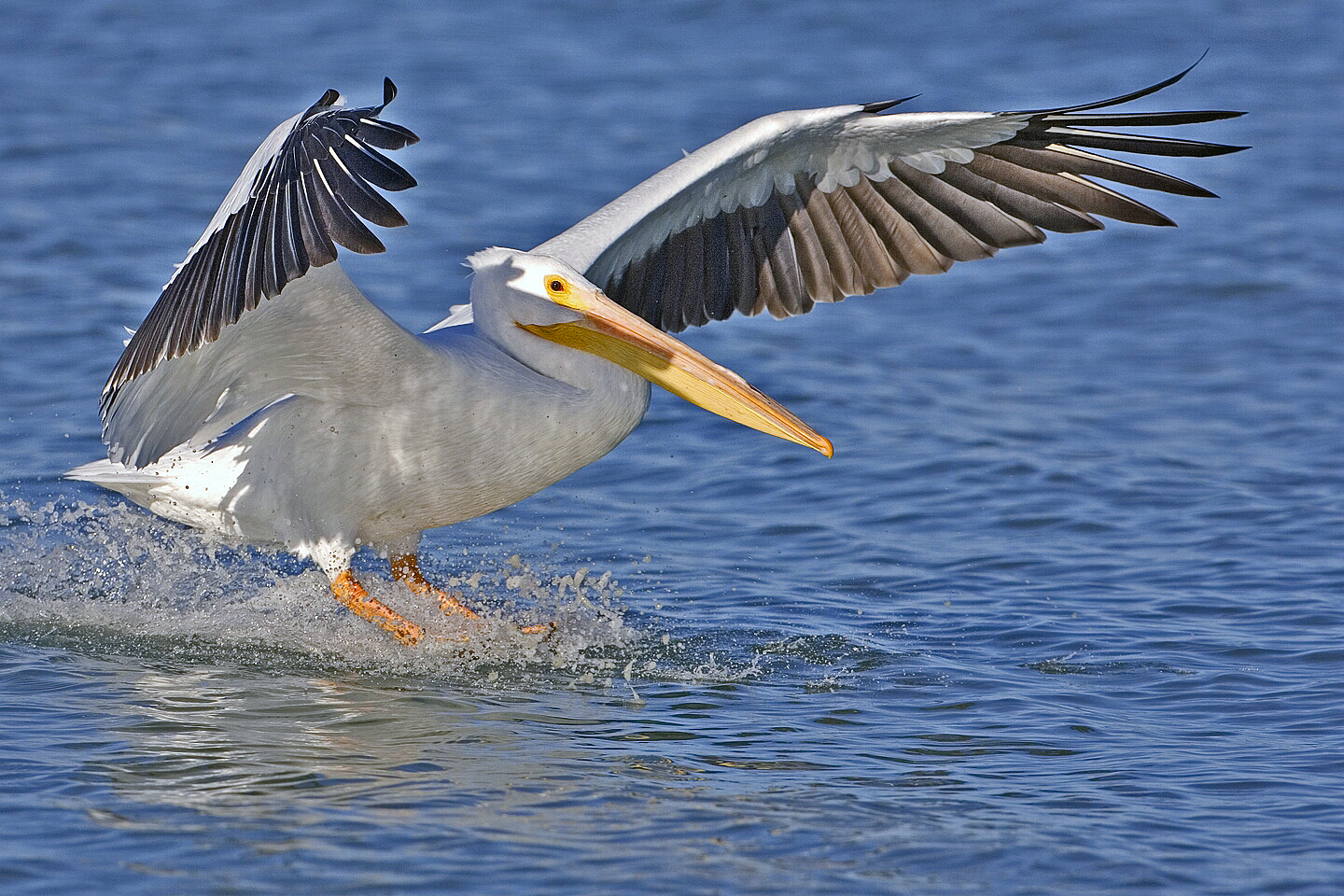
Рогодзьобий пелікан на взльоті
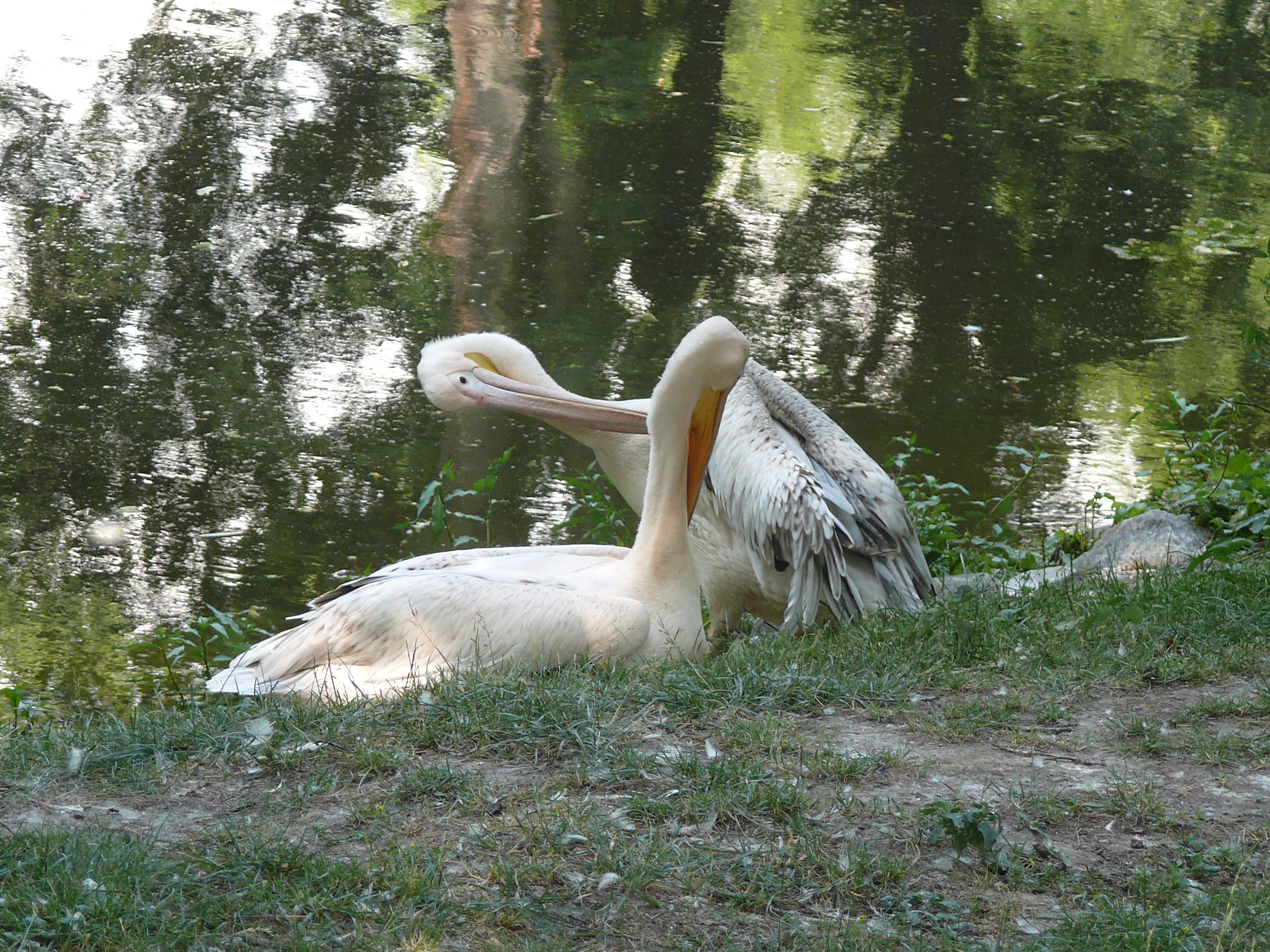
Рогодзьобі пелікани у Київському зоопарку